# Ferrycarrig Park
Ferrycarrig Park – stadion piłkarski niedaleko Wexford, w Irlandii. Został otwarty w 2005 roku. Może pomieścić 2500 widzów. Swoje spotkania rozgrywają na nim piłkarze klubu Wexford FC oraz piłkarki zespołu Wexford Youths WFC.
Obiekt położony jest przy drodze N11, kilka kilometrów na północny zachód od miasta Wexford. Został oddany do użytku w 2005 roku (początkowo powstało jedynie samo boisko). Stadion posiada jedną zadaszoną trybunę opartą na stalowej konstrukcji, sytuowaną po stronie północnej. Arena wyposażona jest również w sztuczne oświetlenie. 27 września 2008 roku na obiekcie rozegrano finałowy mecz Pucharu Ligi (Wexford Youths FC – Derry City FC 1:6). Oprócz piłkarzy klubu Wexford FC na stadionie grają również piłkarki drużyny Wexford Youths WFC, które w sezonach 2014/2015, 2015/2016, 2017 i 2018 zdobywały tytuły mistrzyń kraju.